# La Double existence de Lord Samsey
Pour plus de détails, voir Fiche technique et Distribution.
La Double Existence de Lord Samsey est un film français réalisé par Georges Monca et sorti en 1924.

## Fiche technique
- Réalisation et scénario : Georges Monca et Maurice Kéroul[1], d'après un roman de Georges Le Faure
- Photographie : Paul Portier
- Production :  Grandes Productions Cinématographiques
- Pays d'origine :   France
- Genre : Drame
- Durée : 73 minutes[2]
- Métrage : 2 000 m[1]
- Date de sortie : 11 juillet 1924  en France

## Distribution
- Geneviève Félix : Geneviève Astorg / Lord Samsey
- Fernand Herrmann : André Millot
- Maxime Desjardins : Pierre Millot
- Berthe Jalabert : Mme. Astorg
- Jeanne Desclos : Nelly Star
- Jeanne Kerwich
- André Volbert
- Charley Sov : Farenheit